# SCH-48461
SCH-48461 là chất ức chế hấp thu cholesterol.
Trong giai đoạn đầu của chương trình phát hiện chất ức chế NPC1L1 tại Schering-Plough, các chất tương tự bị hạn chế về mặt hình dạng dựa trên bộ khung 2-azetidinone đã được Burnett và đồng nghiệp nhắm đến. Đầu tiên trong đánh giá sinh học, rõ ràng là mặc dù hoạt động ức chế ACAT trong ống nghiệm của các chất tương tự này rất khiêm tốn (ví dụ, giá trị IC50 của 2-50 mM), chúng đã thể hiện hoạt động đáng kể trong mô hình chuột hamster được nuôi dưỡng bằng cholesterol (CFH). Việc phát hiện ra nguyên mẫu 2-azetidinone CAI, SCH-48461 (ACAT IC 50 ~ 26 mM, ED 50 giảm CE ở chuột đồng ~ 2.2 mpk) và các chi tiết về SAR thế hệ đầu tiên đã được mô tả chi tiết.